# Romolo Liverani
Romolo Liverani (Faenza, 12 settembre 1809 – Faenza, 9 ottobre 1872) è stato un pittore, scenografo e decoratore di interni italiano.

## Biografia ed opere
Fu allievo prediletto di Pietro Tomba nella locale scuola di architettura. Dal 1824 era già attivo come acclamato scenografo nei teatri di Faenza, Ravenna, Senigallia e Lugo. Lavorò in tutta l'Italia settentrionale e centrale presso i più importanti teatri, ma particolarmente in Romagna e a Faenza. Straordinario interprete della decorazione faentina dell'Ottocento, proseguì con il fratello maggiore Antonio la tradizione neoclassica inaugurata da Felice Giani arricchendola di stilemi romantici.
Nel 1830 eseguì decorazioni prospettiche nel Palazzo Mazzolani, del 1831 è lo scomparto della Chiesa di San Vitale, del 1837 i decori di Villa Rotonda, nel '39 il convento di San Domenico, del 1842 sono le decorazioni di Palazzo Pasolini Zanelli, nel 1843 decorò una lunetta nel gabinetto ellittico di Palazzo Gessi. Negli stessi anni opera con il fratello Antonio in molti palazzi e case faentine.
Nel 1843 fu attivo nelle dimore patrizie di Ravenna. Verso il 1848 dipinse le lunette dipinte nel Palazzo Laderchi a Faenza raffiguranti le due ville di campagna di proprietà dei Conti Laderchi: villa il “Prato” e la villa di Prada. A cavallo del 1850 affrescò gli interni di Villa Ragazzina sulle colline di Castel Raniero,sopra Faenza,sia a piano terra, che al primo piano nel cd. salone delle feste.L'anno 1851 curò la realizzazione del teatrino Perticari di Sant'Angelo in Lizzola. Tra il 1852 e il 1857 eseguì, sempre col fratello, la decorazione della Cappella dell'Immacolata della Chiesa di San Girolamo all'Osservanza di Faenza, dedicandola al padre, morto nel 1848.
Negli anni 1856 e 1858 restaurò le chiese del Suffragio e di San Maglorio. Negli stessi anni, tra il 1850 e il 1865, realizzò le scenografie per il nuovo presepe dei Conti Zucchini. Tra altri lavori nelle chiese, dipinse nel 1859 due lunette nella cappella del Crocifisso nella Cattedrale di Faenza. Compì numerosi viaggi per le terre di Romagna, registrando puntualmente nei suoi taccuini scorci di città, paesi e paesaggi.
Ebbe rapporti di lavoro molto stretti con gli artisti ravennati Odoardo Gardella e Luigi Ricci.
Varie sue opere sono conservate nel Fondo Piancastelli della Biblioteca comunale Aurelio Saffi di Forlì.